# Фінал кубка Англії з футболу 1921
Фінал кубка Англії з футболу 1921 — 46-й фінал найстарішого футбольного кубка у світі. Учасниками фіналу були «Тоттенгем Готспур» і «Вулвергемптон Вондерерз». Володарем кубкового трофею став «Тоттенгем Готспур».

## Шлях до фіналу
| «Тоттенгем Готспур» | «Тоттенгем Готспур» | «Тоттенгем Готспур»      | Раунд           | «Вулвергемптон Вондерерз» | «Вулвергемптон Вондерерз» | «Вулвергемптон Вондерерз»                                         |
| ------------------- | ------------------- | ------------------------ | --------------- | ------------------------- | ------------------------- | ----------------------------------------------------------------- |
| Суперник            | Результат           | Матчі                    |                 | Суперник                  | Результат                 | Матчі                                                             |
| «Бристоль Роверз»   | 6—2                 | 6—2 вдома                | Перший раунд    | «Сток»                    | 3—2                       | 3—2 вдома                                                         |
| «Бредфорд Сіті»     | 2—0                 | 2—0 вдома                | Другий раунд    | «Дербі Каунті»            | 2—1                       | 1—1 на виїзді, 1—0 вдома (перегравання)                           |
| «Саутенд Юнайтед»   | 4—1                 | 4—1 на виїзді            | Третій раунд    | «Фулгем»                  | 1—0                       | 1—0 на виїзді                                                     |
| «Астон Вілла»       | 1—0                 | 1—0 вдома                | Четвертий раунд | «Евертон»                 | 1—0                       | 1—0 на виїзді                                                     |
| «Престон Норт-Енд»  | 2—1                 | 2—1 на нейтральному полі | 1/2 фіналу      | «Кардіфф Сіті»            | 3—1                       | 0—0 на нейтральному полі, 3—1 на нейтральному полі (перегравання) |

## Матч
| 23 квітня 1921 |

| Тоттенгем Готспур | 1:0      | Вулвергемптон Вондерерз |
| ----------------- | -------- | ----------------------- |
| Діммок 53'        | Протокол |                         |

| Стемфорд Бридж, Лондон Глядачів: 72 805 Арбітр: Дж.Дейвіс |

|  |  |

|                  |  |                     |  |
|                  |  |                     |  |
| В                |  | Алекс Гантер        |  |
| З                |  | Боб Макдональд      |  |
| З                |  | Томас Клей          |  |
| ПЗ               |  | Артур Грімсделл (к) |  |
| ПЗ               |  | Чарлі Волтерс       |  |
| ПЗ               |  | Берт Сміт           |  |
| Н                |  | Джиммі Діммок       |  |
| Н                |  | Герберт Блісс       |  |
| Н                |  | Джиммі Кантрелл     |  |
| Н                |  | Джиммі Сід          |  |
| Н                |  | Джиммі Бенкс        |  |
| Головний тренер: |  |                     |  |
| Пітер Маквілліам |  |                     |  |

|                  |  |                 |  |
|                  |  |                 |  |
| В                |  | Ноель Джордж    |  |
| З                |  | Джордж Маршалл  |  |
| З                |  | Моріс Вудвард   |  |
| ПЗ               |  | Альф Райлі      |  |
| ПЗ               |  | Джо Годнетт     |  |
| ПЗ               |  | Вал Грегорі (к) |  |
| Н                |  | Семмі Брукс     |  |
| Н                |  | Артур Поттс     |  |
| Н                |  | Джордж Едмондс  |  |
| Н                |  | Френк Беррілл   |  |
| Н                |  | Тенсі Лі        |  |
| Головний тренер: |  |                 |  |
| Джек Адденбрук   |  |                 |  |